# Руй (гора)
Руй — гора в західній Болгарії і південно-східній Сербії, в історико-географічній області Країште,  входить до  Руйсько-Верілського гірського хребта.  Північна межа  Тринської котловтни.  На думку Василя Мікова, назва гори походить від латинської назви рослини скумпії (Rhus cotinus), яка тут широко поширена. 

## Розташування
Гора розташована в найзахідній частині Руйсько-Верілської гірської групи (Перницької області), а відрізок від прикордонної піраміди № 199 до № 230 - ділянка кордону з Республікою Сербія. З північного заходу на південний схід її довжина становить близько 12 км, а ширина - 10 км. Загальна площа - близько 86 км2. На північний схід, схід і південний схід досягає долини річки Єрма, а на південь її схили круто спускаються до долини Тринської котловини. На північ, північний захід і захід в Сербії простягається до долини річки Блатениця (ліва притока Єрми), а на південному заході через сідловину, висотою 1243 м, з'єднана з Мілославською горою. 
Руй - типова масивна,  блокового типу гора, 3 крутими, розсіченими схилами. Хребет  плоский, розташований на висоті 1600 - 1700 м над рівнем моря. Його найвища точка - пік Руй (1705,6 м), розташований у її західній частині, на болгарсько-сербському кордоні, біля прикордонній піраміді № 210. 
Вона побудована з протезойських гнейсів, сланців і амфіболітів, палеозойських гранітів і гранодіорітів.  Є невеликі поклади свинцево-срібних і мідних руд. Ґрунти коричневі і світло-коричневі лісові.  Вкрита змішаним широколистяним лісом з буку, дубу, грабу. Великі пасовища на хребті. 
Південні схили круті, ступінчасті і значною мірою розчленовані лівими притоками річки Єрма, що зтікають з гори.  Завдяки їхній діяльності в селах, розташованих на південній периферії гори, розвинулися інтенсивні ерозійні процеси.  Особливо вони виражені в районах селищ Слишовці, Рані-Луг, Милославці, Зелениград і особливо в селі Забел.  Цим негативним процесам   значною мірою сприяє обезлісення Руї. 
Дві найбільші річки, що починаються з Руї - Зеленоградська у центральній частині та Ломниця у східних районах.  Вони носять назви сіл, через які вони протікають. Єдині, які не висихають у посушливі роки. 
Клімат гори помірно континентальний з характерним гірським впливом на висоті.  Часто сніг лежить на вершині  проходять до кінця квітня. 
Котловина, названа Знеполе, нагадує широку долину і обмежує Рую з півдня. Котловина досить ізольована, що призводить до сильного охолодження наземного повітря при наявності антициклонового стану повітряних мас під час холодної доби року. Тому у місті Трин, який знаходиться на висоті 700 м над рівнем моря, зареєстровано найнижчу абсолютну мінімальну температуру для території Болгарії (-38,3°C).  Клімат долини навіть влітку є відносно прохолодним. 
Знеполе тягнеться від кордону з Республікою Сербія, там, де річка Єрма протікає болгарською територію і досягає на сході  міста Трин, її довжина становить 17 км.  Це родюча долина, зрошена річкою Єрма, і місце, де Руй можна побачити дуже добре. 
Винятковий колоріт у районі створює річка Єрма, що біжить біля підніжжя гори. Це одна з двох річок в Болгарії, яка починається в іншій країні, тече певну відстань по болгарській території, а потім знову покидає країну. Джерело річки Єрма розташоване в гірській зоні між Знеполем і  Власинською долиною, а на схід від великого озера Власин, є водорозділ між гіркою Чимерник на заході і Кирвав Камик на сході. Довжина річки Єрма 65 км до впадіння у річку Нішава, але на території Болгарії - 25 км.  
Після впадіння річки Ломниця — лівої притоки, річка Єрма робить невеликий поворот направо і тече на схід.  Незабаром після водоспаду, ущелина змінює свій характер і, здається, закривається величезними вапняковими скелями.  Протягом мільйонів років річка прорізала скелю, щоб створити це явище. 
Ущелина довжиною близько 100 м і широкою в найвужчій частині всього 4 - 5 м. У цьому місці  річка Єрма бурхлива, утворює маленькі вири і 4-метровий водоспад.  Дві протилежні скелі  утворюють надзвичайно красиву природну браму, висотою понад 100 метрів. Майже вертикальні стіни з блакитного вапняку, зарослі кущами бузку, мають скелелазні маршрути. Перше покоріння відбулося у вересні 1964 року.  На правому березі вирубаний тунель, через який прокладена дорога до села Банкя.  Варто пройти через нього і побачити ущелину у її східній стороні.  Там до цих пір залишаються сліди (стіни, цегла, черепиця)  римських укріплень, про що свідчать монети початку 3 ст. 
Після ущелини річка Єрма заспокоюється у своєму глибокому та рівномірному руслі і продовжує свою подорож  територією Республіки Сербія протягом 12-13 км.  Одна з найкрасивіших ущелин на Балканському півострові - Погановська, названа на честь сусіднього села Поганово.  У цій надзвичайно величній ущелині поруч з річкою був побудований болгарський монастир.  Частина чудового різьбленого іконостасу (XVII ст.) Погановської церкви "Св.  Іоанн Богослов" зберігається в Інституті археології Болгарської академії наук. 
Головною відправною точкою як для відвідування ущелини, так і  гори Руї є місто Трин.  Згідно з легендами, його перші поселенці зупинялися біля джерела Ралча, де знаходився великий кущ терену, від якого пішла назва міста. 
Від Трину по ґрунтовій дорозі в північно-західному напрямку можна дістатися до гірського притулку "Руй" (1508 м). Послаблений прикордонний режим дозволяє все більшій кількості туристів відвідувати Рую і, звичайно, кожен бажає піднятися до найвищої точки - піку Руй. Найкращими відправними точками для підйому на вершину є села Зелениград і Забел, які знаходяться на відстані приблизно 3 км  на південь від вершини, а також з села Туроковці.  З Зелениграда, ідучи з долини річки до вершини, можна бачити цікаву пам'ятку — антропоморфна скеля Шилі Камик.  На самій вершині цієї скелі є печера, яка колись була каплицею, а місцеве населення називає її  Царева церква. 
З Трину до Руї дорога йде на північний захід через Горків Камек(1010 м) і вершину Малий Руй (1376 м) через змішаний широкий ліс.  Інший шлях до вершини — з села Ломниця у східній частині гори. 
Пік складається з палеозойських гранітів і гранодіорітів і вкритий травами.  Легкий доступ до піку дозволяє багатьом людям насолоджуватися чудовим видом, який він відкриває.  На півдні відкривається Знеполська долина, де сяє яскрава смуга річки Єрма, а на південь — гірський лабіринт Країште.  На південний схід на відстані помітні гори Рила.  На північний схід видно гірські вершини Старопланинської ділянки, а на схід - купол Вітоша.  Надзвичайно красивий є вид  нічної Софії при хорошій видимості.  На північний захід від піку проходить перевал Дисчен кладенець. 

## Поселення
На південному підніжжі гори на болгарській території розташовані місто Трин і три села: Забел, Зелениград і Туроковці і посередині - село Ломниця. На сербській території, на її північному схилі - три села: Вучі Дел, Ракита і Ясенов Дел. 
На південному підніжжі, протяжністю 7,6 км, проходить ділянка дороги другого класу № 63 державної мережі доріг Перник - Брезник - Трин - прикордонний пункт "Стрезимировці". 

## Туризм
Біля вершини Руй знаходиться гірський притулок Руй, а на лівому березі річки Єрма, біля села Ломниця, знаходиться Тринський монастир.  У східній її частині розташована мальовнича Тринська ущелина річки Єрма.  Деякі з основних туристичних маршрутів на болгарській ділянці Руї відзначені  маркуванням. 

## Галерея

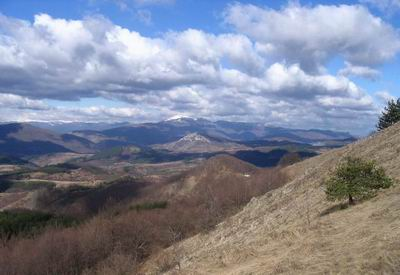
Пік Руй
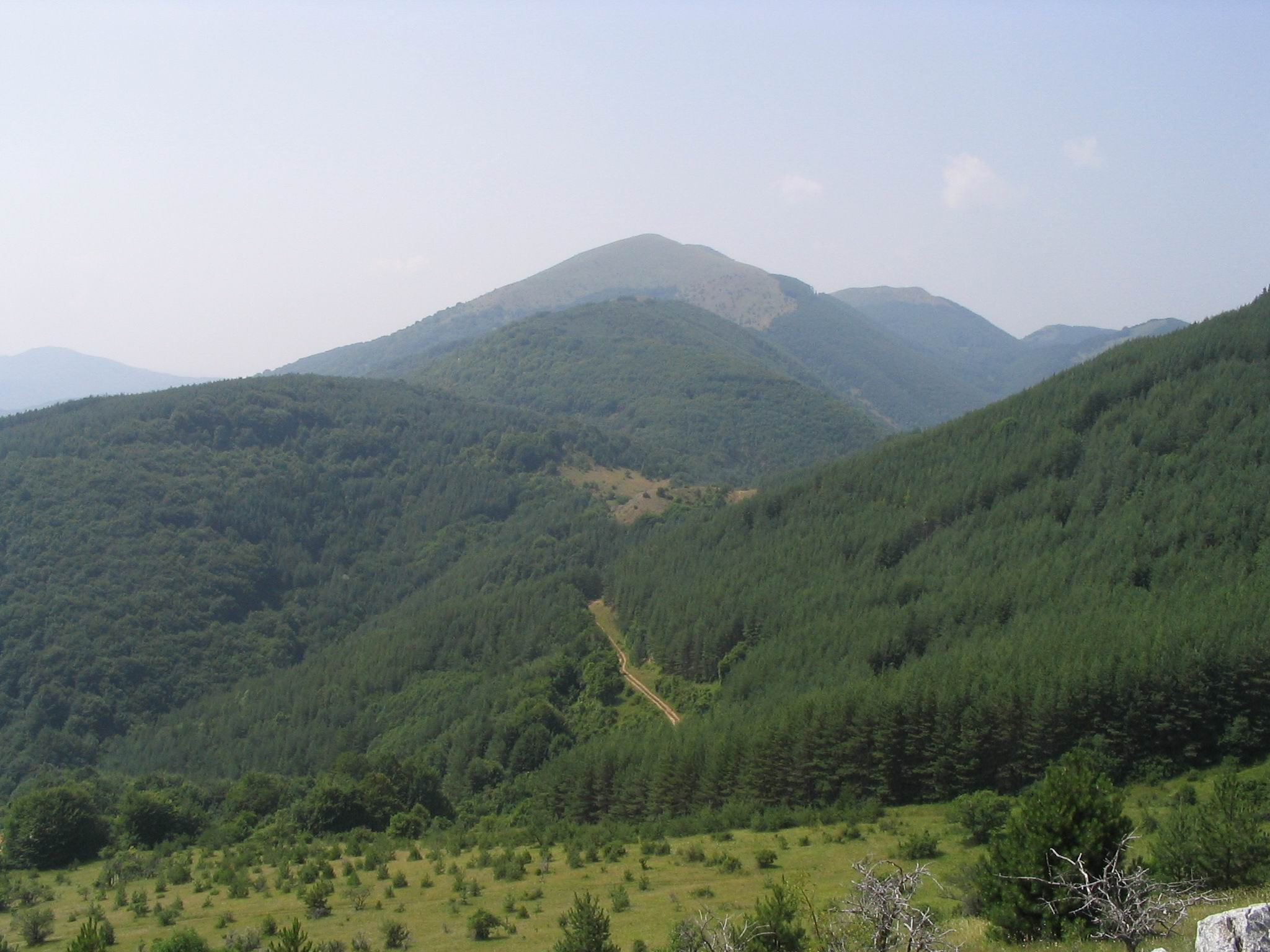
Пік Руй

## Топографічна карта
- Аркуш карти K-34-46. Масштаб: 1 : 100 000. (рос.) Зазначити дату випуску/стану місцевості.